# بوسنياس الإسبرطي
بوسنياس (باليونانية: Παυσανίας)هو ابن بليستونكس، والملك العشرون لأسبرطة من سلالة أجيداي، وأب أجيسيبوليس الذي سيخلف الحكم من بعده.

## وصلات خارجية
- بليستونكس (بالإنجليزية)